# Personaggi di Star Trek (serie animata)
Questa è una lista dei personaggi della serie animata Star Trek.

## Personaggi principali
- James T. Kirk (stagioni 1-2), doppiato originalmente da William Shatner e in italiano da Andrea Lala.[1]
- Spock (stagioni 1-2), doppiato originalmente da Leonard Nimoy e in italiano da Diego Reggente.[1]
- Leonard McCoy (stagioni 1-2), doppiato originalmente da DeForest Kelley e in italiano da Enzo Consoli.[1]
- Montgomery Scott (stagioni 1-2), doppiato originalmente da James Doohan
- Uhura (stagioni 1-2), doppiata originalmente da Nichelle Nichols
- Pavel Chekov (stagioni 1-2), doppiato originalmente da George Takei
- Hikaru Sulu (stagioni 1-2), doppiato originalmente da George Takei
- Arex (stagioni 1-2), doppiato originalmente da James Doohan.[1]
Il tenente Arex è un ufficiale di plancia Edosiano che dal 2269 al 2270 serve sulla plancia della USS Enterprise in qualità di navigatore.
- Christine Chapel (stagioni 1-2), doppiata originalmente da Majel Barrett.[1]

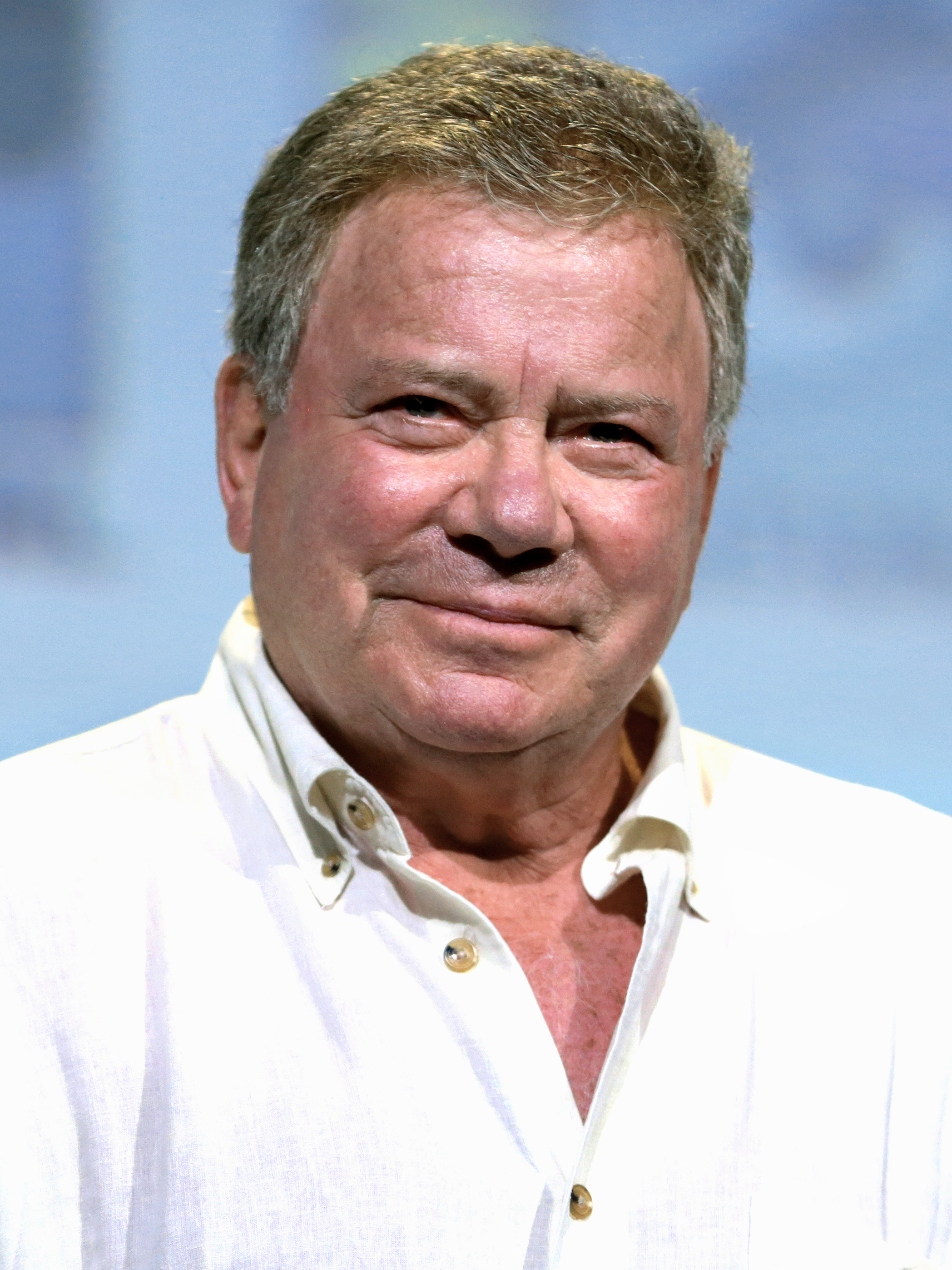
William Shatner, interprete di James T. Kirk
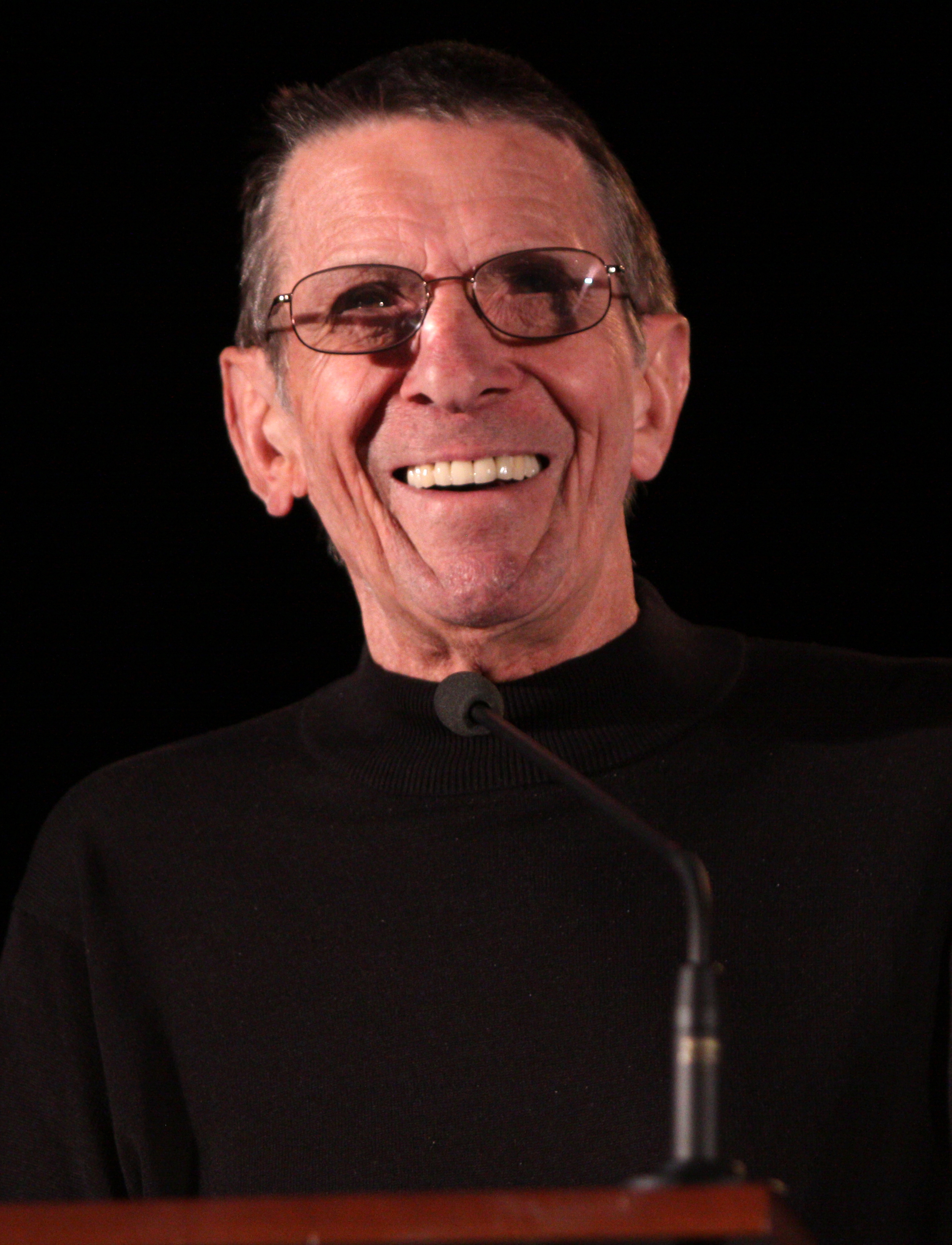
Leonard Nimoy, interprete di Spock
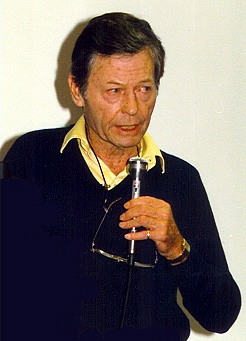
DeForest Kelley, interprete di Leonard McCoy
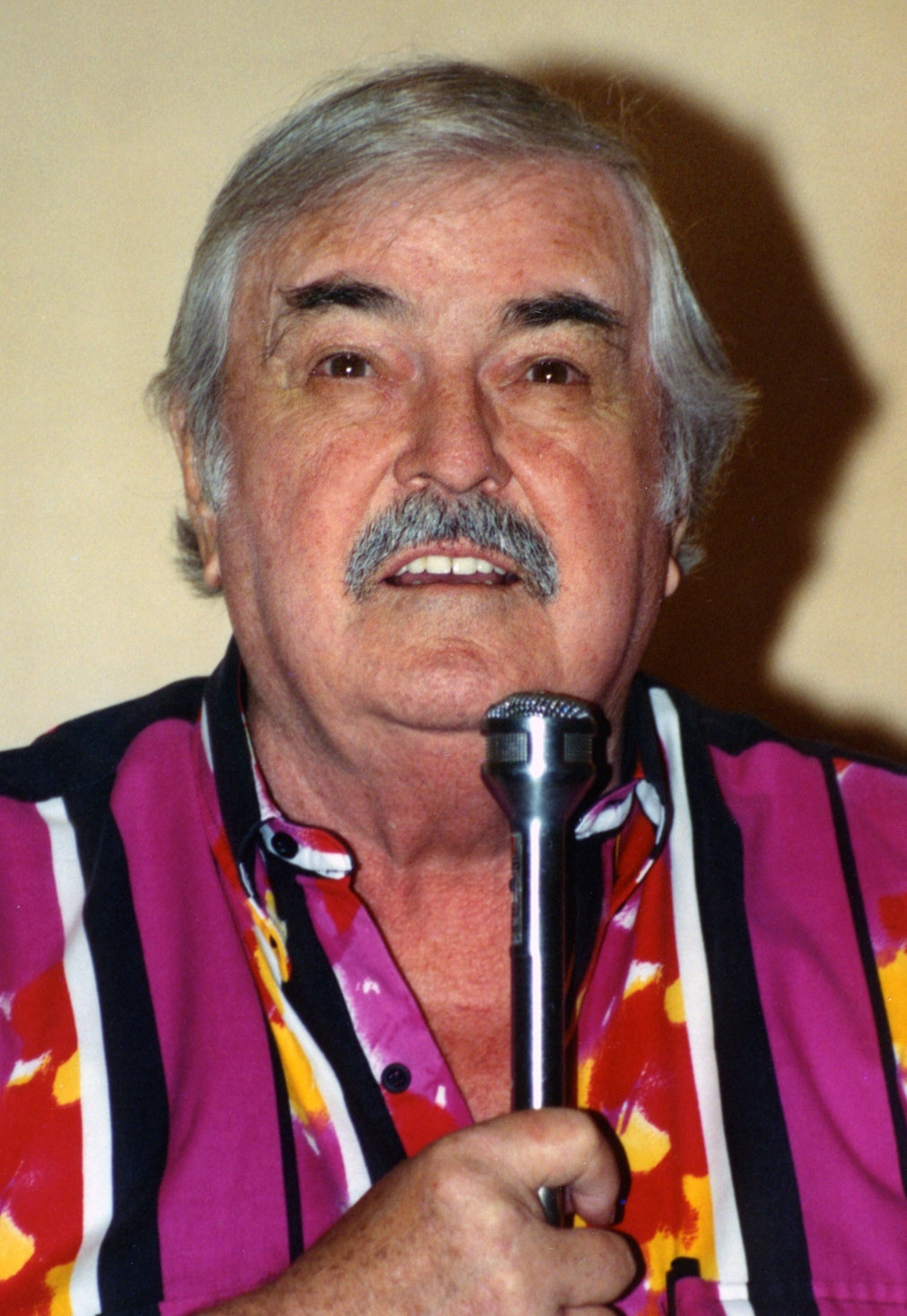
James Doohan, interprete di Montgomery Scott
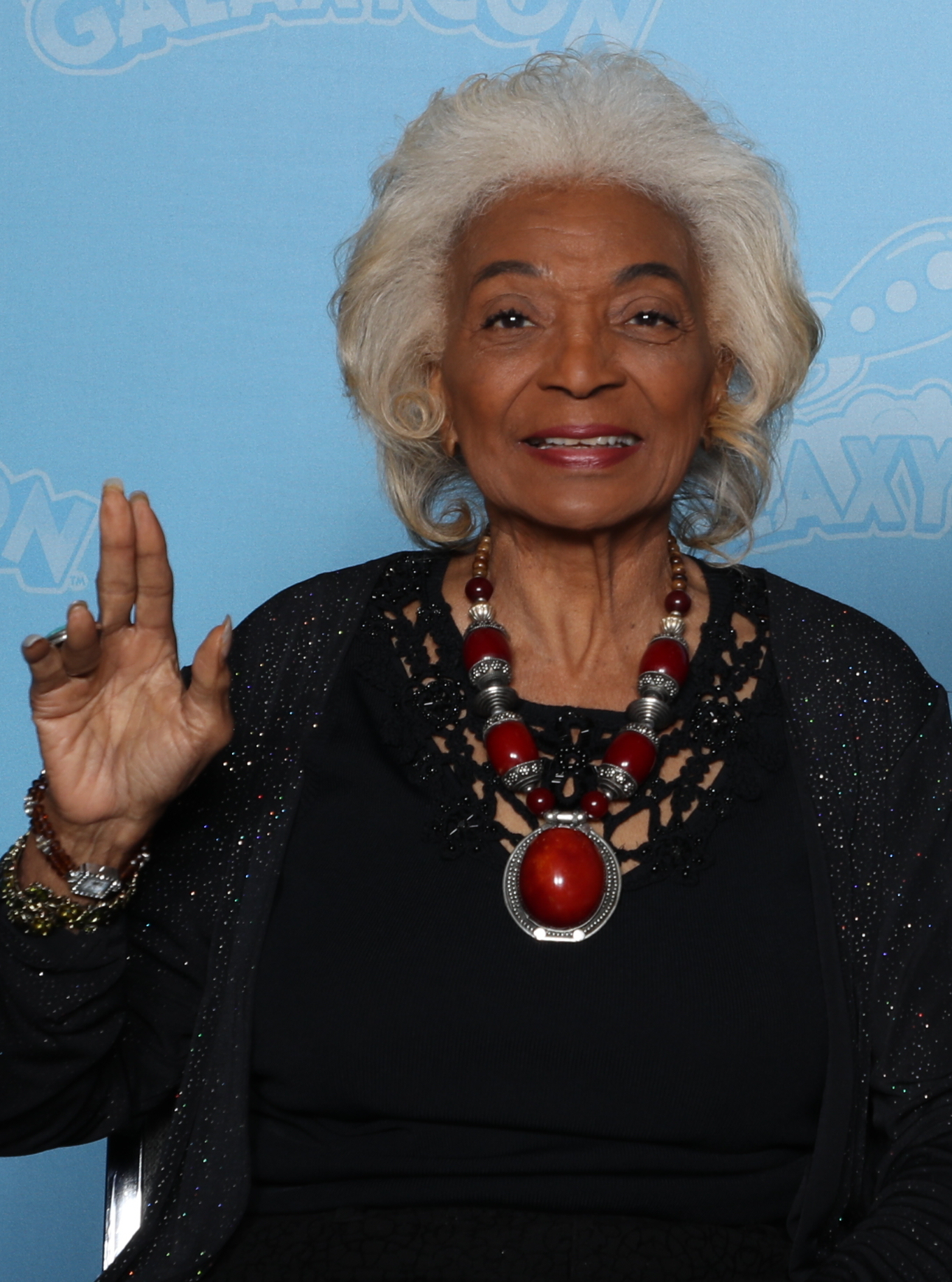
Nichelle Nichols, interprete di Uhura
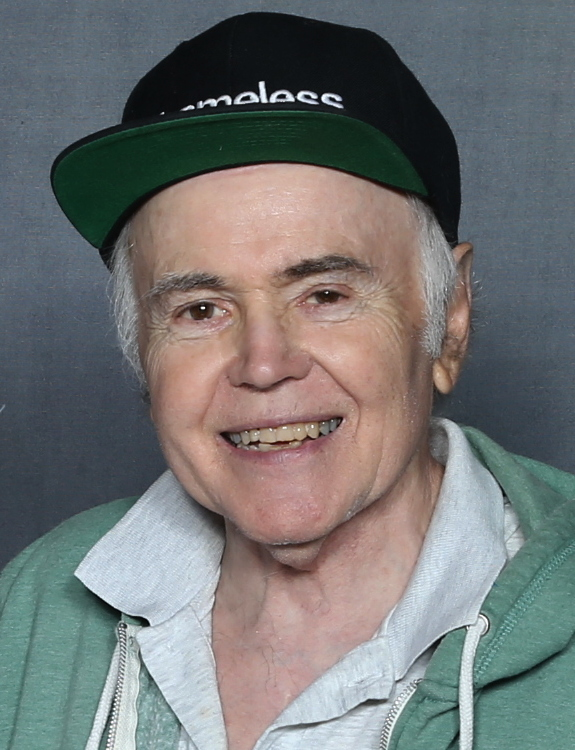
Walter Koenig, interprete di Hikaru Sulu e Pavel Chekov
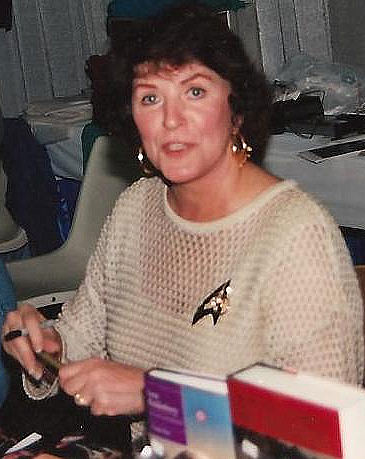
Majel Barrett, interprete di Christine Chapel

## Personaggi ricorrenti
- Computer dell'Enterprise (stagioni 1-2), doppiato originalmente da Majel Barrett e da Nichelle Nichols (ep. 1x04) e in italiano da Piera Vidale.[1]
- Gabler (stagioni 1-2), doppiato originalmente da James Doohan.
- Kyle (stagioni 1-2), doppiato originalmente da James Doohan.
- M'Ress (stagioni 1-2), doppiata originalmente da Majel Barrett e in italiano da Piera Vidale.[1]
M'Ress è una Caitiana, ufficiale operativo di plancia a bordo della USS Enterprise sotto il comando di James T. Kirk, durante gli ultimi due anni della missione quinquennale.

## Altri personaggi
- Robert April (ep. 2x06), doppiato originalmente da James Doohan e in italiano da Valerio Ruggeri.[1]
Il Commodoro Robert April è stato il primo capitano della USS Enterprise, guidandone la prima missione quinquennale, dal 2245 al 2250, quando ha ceduto il comando al capitano Christopher Pike. Il personaggio ritornerà nel film fanfiction Star Trek: First Frontier (2020) e come personaggio ricorrente nella serie televisiva Star Trek: Strange New Worlds (2022-2023).[N 1]

## Guest star
- Carter Winston (ep. 1x06), doppiato originalmente da Ted Knight e in italiano da Dante Biagioni.[3][1]
È considerato il più importante commerciante umano del XXIII secolo.[3][4] Ha accumulato un'enorme ricchezza che utilizza per assistere le colonie della Federazione nei momenti di bisogno, divenendo così un noto filantropo.[3][4]

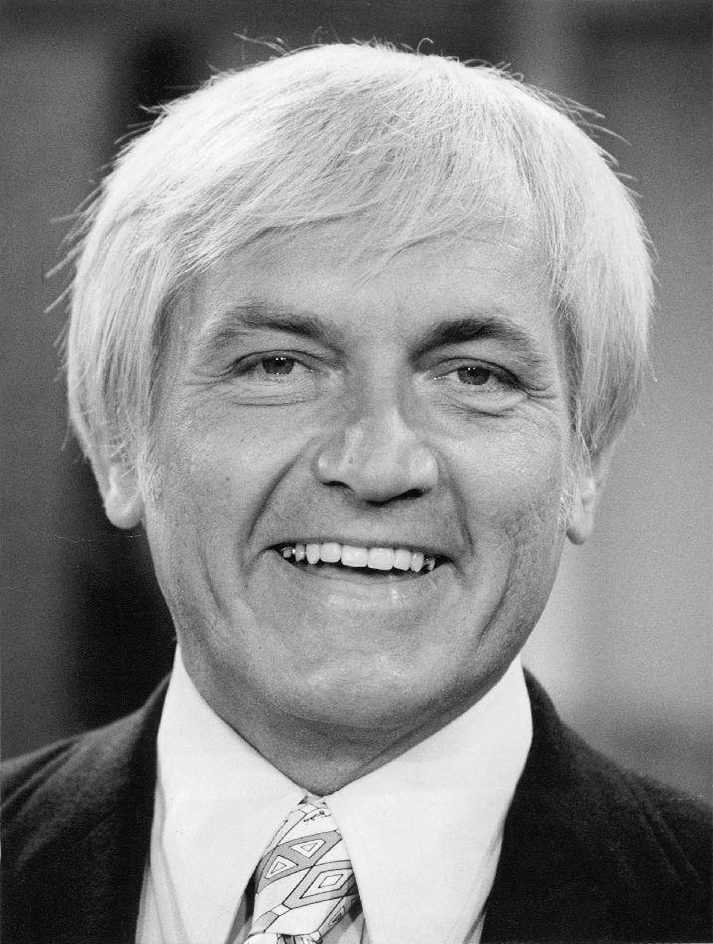
Ted Knight, interprete di Carter Winston